# Florczaki
Florczaki (niem. Eckersdorf) – wieś w Polsce położona w województwie warmińsko-mazurskim, w powiecie ostródzkim, w gminie Łukta.
W latach 1975–1998 miejscowość administracyjnie należała do województwa olsztyńskiego. W latach 1945–46 miejscowość nosiła nazwę Ekartowo.
Miejscowość leży w historycznym regionie Prus Górnych.
Wieś sołecka w skład której wchodzi wieś Florczaki, oraz osady: Nowaczyzna i Swojki.
W pobliżu wsi znajduje się Jezioro Florczackie.

## Historia
Wieś założona w latach 1332-1342 na 64 włókach na prawie chełmińskim. Cztery włóki przeznaczono na utrzymanie kościoła a sześć dla zasadźcy i jednocześnie sołtysa. Pierwszy, drewniany i kryty strzechą, kościół zbudowano już w XV w. W wieku XVII i XVIII odprawiane były tutaj nabożeństwa w języku polskim. Pastorzy pochodzili głównie z Mazur. Do parafii we Florczakach w 1800 roku należały wsie: Gubity, Kotkowo, Kretowiny, Lusajny Małe, Swojki, Żabi Róg oraz dwory: Białka i Zawroty.
Szkoła powstała w XVII wieku. W roku 1939 mieściła się w dwóch murowanych budynkach i miała trzy klasy, w których nauczało trzech nauczycieli. Do szkoły we Florczakach uczęszczały także dzieci z pobliskich wsi: Kotkowo, Swojki, Zawroty.
W 1782 r. we wsi było 51 "dymów" (domów, gospodarstwa domowych), w 1818 już 63 gospodarstwa domowe z 347 osobami. W 1858 roku we wsi odnotowano 80 domów i 640 mieszkańców. W 1939 r. gmina Florczaki liczyła 178 gospodarstw domowych i 682 mieszkańców, z których 386 utrzymywało się z rolnictwa lub leśnictwa, 167 w pracy w rzemiośle lub przemyśle, 34 z pracy w handlu lub komunikacji. Było tu 33 gospodarstwa rolne o powierzchni w przedziale 9,5-5 ha, 23 o areale 5-10 ha, 24 - 10-20ha, 9 o powierzchni 20-100 ha i trzy o powierzchni przekraczającej 100 ha.

## Zabytki
- Kościół parafialny, barokowy z 1796 o klasycystycznej fasadzie, bezwieżowy, zakrystia od strony południowej, krucht od zachodniej, strop ozdobiony plafonem z wizerunkiem Chrystusa, ołtarz główny barokowy[5], siedziba Parafii św. Antoniego z Padwy w Florczakach
- plebania,
- drewniana dzwonnica z końca XIX w., (przy kościele),
- grota przy kościele.